# Pallavolo ai III Giochi del Mediterraneo - Torneo maschile
Il torneo maschile di pallavolo ai III Giochi del Mediterraneo si è svolto nel 1959 a Beirut, in Libano, durante i III Giochi del Mediterraneo. Al torneo hanno partecipato 3 squadre nazionali di stati che si affacciano sul Mar Mediterraneo e la vittoria finale è andata per la prima volta all'Italia.

## Classifica finale
| Classifica | Squadre |
| ---------- | ------- |
|            | Italia  |
|            | Turchia |
|            | Libano  |